# Brandon (Australia)
Brandon – miasto w Australii, w stanie Queensland.